# Клермонт (Минесота)
Клермонт (енгл. Claremont) град је у америчкој савезној држави Минесота.

## Демографија
По попису из 2010. године број становника је 548, што је 72 (-11,6%) становника мање него 2000. године.
| Група             | 2000.       | 2010.       |
| Белци             | 513 (82,7%) | 457 (83,4%) |
| Афроамериканци    | 0 (0,0%)    | 1 (0,2%)    |
| Азијати           | 0 (0,0%)    | 2 (0,4%)    |
| Хиспаноамериканци | 103 (16,6%) | 82 (15,0%)  |
| Укупно            | 620         | 548         |